# West Hampstead (stanice metra v Londýně)
West Hampstead je stanice metra v Londýně, otevřená 30. června 1879. V minulosti stanice ležela na Bakerloo Line a Metropolitan Line. Dnes se stanice nachází na lince:
- Jubilee Line - mezi stanicemi Kilburn a Finchley Road

| Rok  | Počet cestujících |
| ---- | ----------------- |
| 2011 | 8,23 mil.         |
| 2012 | 9,71 mil.         |
| 2013 | 10,16 mil.        |
| 2014 | 10,59 mil.        |